# Eleutheranthera tenella
La yerba de puerco o botón de oro,   Eleutheranthera tenella, es una especie
de plantas con flores, perteneciente a la familia  Asteraceae. 

## Descripción
Hierba semierecta de tallos filamentosos de color verde oscuro vinoso, con 40 cm 1. x 1 mm de grosor. Hojas cortipecioladas, decusadas, aserradas, aovadas, apiculadas de 4 cm 1 x 2, 3 cm de ancho. Inflorescencia en capítulos terminales, con lígulas involucradas de color amarillo oro y flósculos centrales amarillo quemado.

## Distribución y hábitat
Con distribución pantropical.

## Importancia económica y cultural

### Usos
Importante planta apícola.

## Taxonomía
Etimología
Eleutheranthera del griego eleluter=cuando es libre pudiendo estar adherido Baco; y eutheranthera  = de anteras casi libres.
tenellus epíteto específico del latín que significa delgado.